# Karabin Whitworth
Karabin Whitworth – brytyjski karabin jednostrzałowy, ładowany odprzodowo, używany przez konfederackich strzelców wyborowych. Posiadał ośmioboczną (oktagonalną) lufę o sześciokątnym (heksagonalnym) gwincie.

## Użycie w powstaniu styczniowym
W czasie trwania powstania styczniowego agenci Rządu Narodowego zakupili 1000 karabinów Whitworth. Zamierzano je przetransportować drogą morską na Litwę. Zorganizowano tzw. wyprawę morską Łapińskiego. Niestety, w czasie trwania wyprawy, większość tej broni przejęli Szwedzi. Zostały tylko 24 karabiny Whitworth, z którymi podjęto nieudaną próbę desantu morskiego. 